# Schienenverkehr in Frankreich
Der Schienenverkehr in Frankreich ist durch die Ausrichtung des Schienennetzes auf den Großraum Paris, die Île-de-France geprägt. Der Personenverkehr ist wichtiger als der Güterverkehr, dies hängt mit dem Einsatz des Hochgeschwindigkeitszuges Train à grande vitesse (TGV) seit 1981 zusammen. Der Reisezugverkehr wird fast ausschließlich durch das staatliche Unternehmen Société nationale des chemins de fer français (SNCF) betrieben. Im Güterverkehr haben Dritte einen Marktanteil von 20 % erreicht. 
 Im Jahr 2012 kündigte die französische Regierung an, den Personenverkehrsmarkt entgegen den Absichten der Amtsvorgänger nicht vor dem Jahr 2019 zu öffnen zu wollen. Das Streckennetz gehört seit 2015 wieder größtenteils der SNCF in Gestalt von deren Tochterunternehmen SNCF Réseau. Ab 2019 begann die Öffnung im Personenverkehr und seit 2023 werden Transportleistungen im Schienenpersonenverkehr in Wettbewerbsverfahren vergeben.
Der UIC-Ländercode für Frankreich lautet 87.

## Bahnnetz

### Normalspurbahnen

TGV-Streckennetz
blau: Neubaustrecken in Frankreich
rot: Neubaustrecken im angrenzenden Ausland
schwarz: Altbaustrecken mit TGV-Verkehr
gestrichelt: geplante Strecke

Karte der Eisenbahnstrecken in Frankreich
rot: LGV, 25 kV
orange: 25 kV
grün: 1,5 kV
gelb: andere Spannungen
grau: nicht elektrifiziert

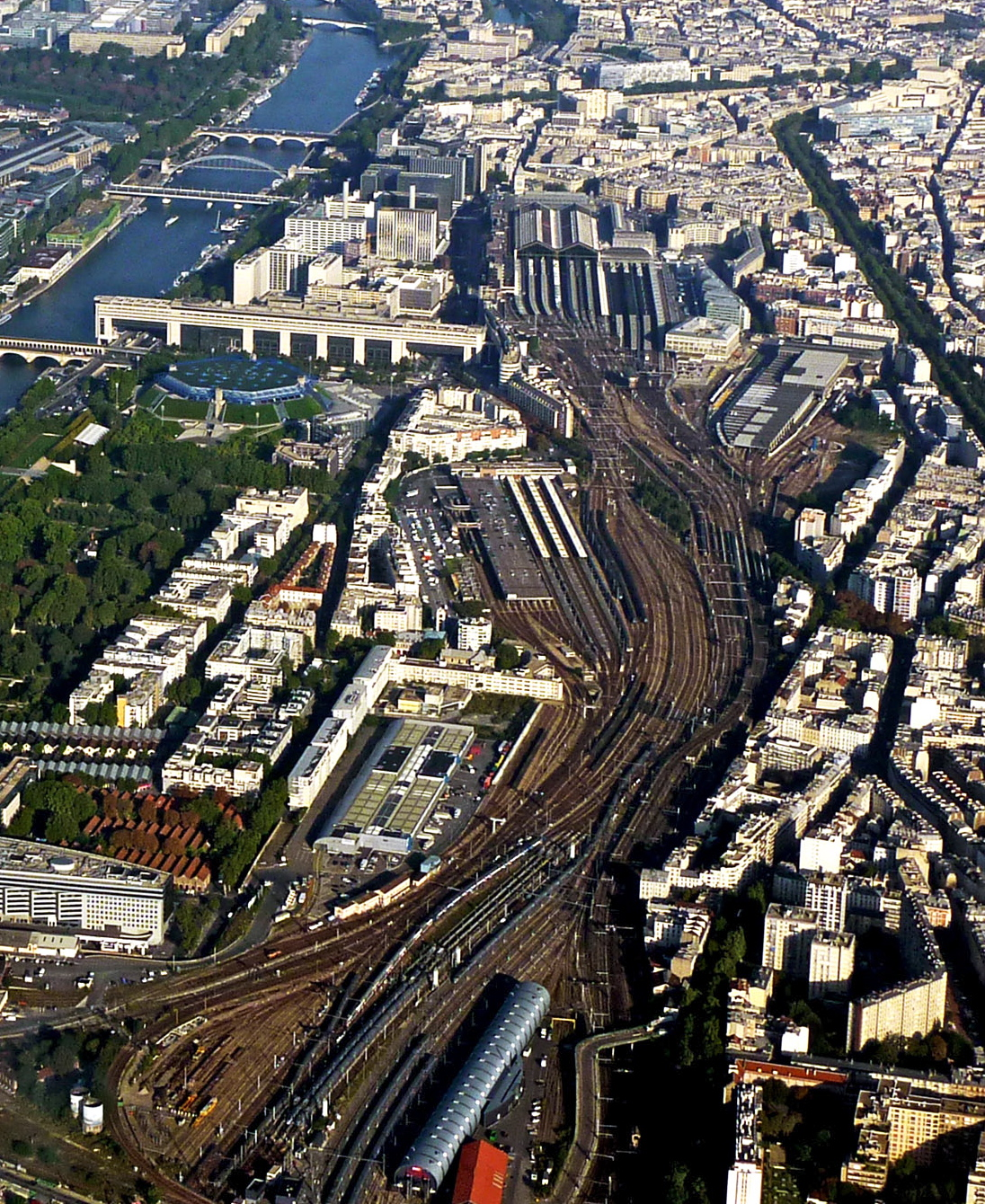
Luftbild des Pariser Bahnhofs Gare de Lyon (oben) und seines Gleisvorfelds, in der Mitte links der Gare de Bercy

Das Normalspurnetz ist auf Paris ausgerichtet. Dies wurde durch das Gesetz vom 11. Juni 1842, was auch als „étoile de Legrand“ (dt. „Stern von Legrand“) bekannt ist, beschlossen. Das Gesetz schrieb vor, dass, zusätzlich von vielen Strecken von Paris ausgehend, es nur zwei transversale Strecken geben soll, eine vom Rhein zum Mittelmeer, die andere von der Atlantikküste zum Mittelmeer. Dies ist heute immer noch so, deshalb sind die sechs Kopfbahnhöfe von Paris die am meisten genutzten Bahnhöfe Frankreichs. Diese sind:
- Gare du Nord von dort fahren Züge in Richtung Arras, Lille, Boulogne-sur-Mer, London und Brüssel;
- Gare de l’Est von dort fahren Züge in Richtung Reims, Nancy, Metz, Straßburg, Saarbrücken, Mannheim, Frankfurt, Stuttgart, München und Luxemburg;
- Gare de Lyon von dort fahren Züge in Richtung Dijon, Lyon, Marseille, Genf, Zürich und Turin;
- Gare d’Austerlitz von dort fahren Züge in Richtung Orléans, Limoges, Clermont-Ferrand und Toulouse;
- Gare Montparnasse von dort fahren Züge in Richtung Nantes, Poitiers, Bordeaux, Rennes (Bretagne) und Quimper;
- Gare Saint-Lazare von dort fahren Züge in Richtung Caen und Rouen (Normandie);

Die Bahnhöfe sind in fünf verschiedene Kategorien aufgeteilt, dies hängt mit der Anzahl an Fahrgästen zusammen:
- Typ 1: 33 sehr große Bahnhöfe (656 Millionen Fahrgäste pro Jahr)
- Typ 2: 89 große Bahnhöfe (325 Millionen Fahrgäste pro Jahr)
- Typ 3: 244 mittlere Bahnhöfe (690 Millionen Fahrgäste pro Jahr)
- Typ 4: 968 kleinere Bahnhöfe (249 Millionen Fahrgäste pro Jahr)
- Typ 5: 1717 Haltepunkte (32 Millionen Fahrgäste pro Jahr)

Das französische Streckennetz umfasst 29.273 km, davon sind 15.164 km elektrifiziert, dies sind rund 52 %. Das am häufigsten verwendete Zugbeeinflussungssystem ist der Block automatique lumineux (BAL), auf Hochgeschwindigkeitsstrecken kommt das Transmission Voie-Machine (TVM) System zum Einsatz. Auf dem Streckennetz von SNCF Réseau fahren pro Tag rund 15.000 Personen- und Güterzüge.
In Frankreich sind 2037 km Schnellfahrstrecken in Betrieb, diese werden mit maximal 320 km/h von TGV befahren. Es sind 567 km neuer Schnellfahrstrecken im Bau. Am 22. September 1981 ging die erste Hochgeschwindigkeitsstrecke in Frankreich in Betrieb, es war die LGV Sud-Est. Am 24. September 1989 wurde die LGV Atlantique in Betrieb genommen, die LGV Nord 1993, die LGV Interconnexion Est und die LGV Rhône-Alpes 1994, die LGV Méditerranée 2001 und die LGV Est européenne 2007. Diese Strecken waren alle auf Paris ausgerichtet. Erst mit der, 2011 eröffneten, LGV Rhin-Rhône gibt es eine Strecke die nicht auf Paris ausgerichtet ist. Diese neuen Strecken unterscheiden sich von alten Strecken vor allem dadurch, dass auf diesen nur TGV-Züge verkehren. Außerdem haben diese Strecken große Radien, aber Steigungen, die bis zu 35 ‰ steil sein können. Der Bau von 100 km Hochgeschwindigkeitsstrecke kostete 2007 ungefähr 1,7 Milliarden Euro.
In Frankreich gibt es zwei verschiedene Stromsysteme, 25 kV 50 Hz Wechselstrom und 1,5 kV Gleichstrom. In Südfrankreich sind die meisten Strecken mit 1,5 kV Gleichstrom elektrifiziert. Im Norden und Osten meistens mit 25 kV 50 Hz Wechselstrom. Dieses Stromsystem haben auch die Neubaustrecken (LGV). Des Weiteren werden neue Elektrifizierungen abseits der LGVs auch in Südfrankreich mit 25 kV 50 Hz ausgeführt.
Im Großraum Paris gibt es ein S-Bahn-ähnliches System, dies wird Réseau express régional d’Île-de-France (RER) genannt. Dieses hat eine Länge von 587 km und besteht aus fünf Linien. Die Linien A und B werden von der SNCF und der RATP gemeinsam betrieben, die Linien C, D und E von der SNCF alleine. Es gibt außerdem noch ein Transilien-Netz, dieses wird nur von der SNCF betrieben und reicht weit über die Stadtgrenzen hinaus. Diese Linien haben ihren Ausgangspunkt an einem der großen Pariser Kopfbahnhöfe.

### Meterspurbahnen
Die meisten dieser Strecken wurden von privaten und regionalen Eisenbahnverkehrsunternehmen betrieben. Durch die wachsende Konkurrenz der Straße mussten viele dieser Strecken in den 1950er Jahren den Betrieb einstellen. Einige Strecken sind heute noch als Museumseisenbahnen erhalten. Die zwei wichtigsten noch regelmäßig betriebenen Netze sind die Chemins de fer de Provence und die Chemins de fer de la Corse.

### Straßenbahnen und Métro

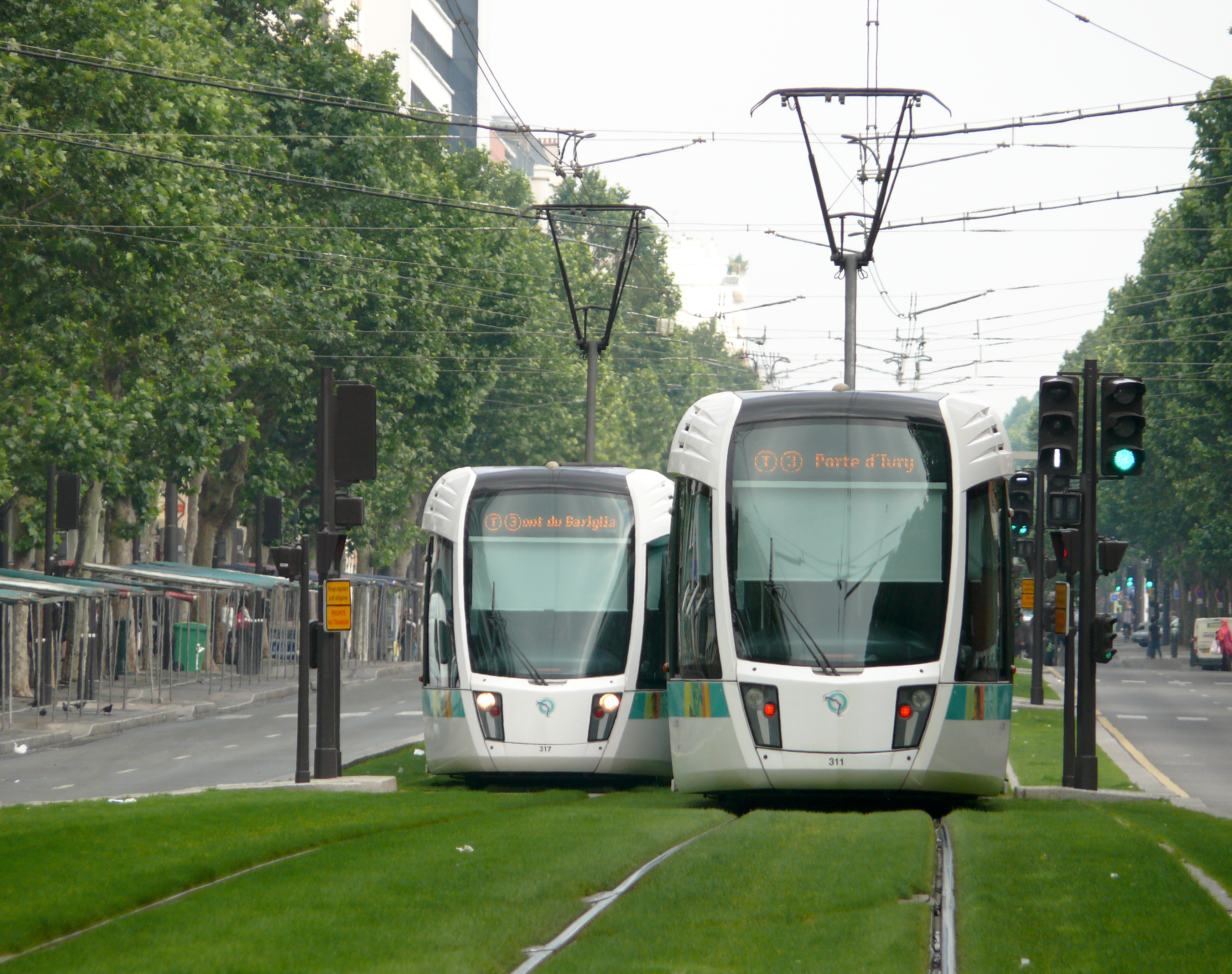
Zwei Straßenbahnen der T3 in Paris

In Frankreich gab es bis zu den 1930er Jahren ein sehr ausgedehntes Straßenbahnnetz in vielen Städten, dieses verschwand aufgrund des zunehmenden Individualverkehrs fast ganz, nur in Lille, Marseille und Saint-Étienne blieb jeweils eine Linie in Betrieb.
Erst ab den 1970er Jahren gab es erneute Planungen, wieder Straßenbahnsysteme zu bauen. Im Jahr 1985 wurde das erste neue Straßenbahnsystem nach dem Krieg in Nantes eröffnet. Heute fahren Straßenbahnen wieder in 23 Agglomerationen, darunter Paris, Lyon und Marseille. Außerdem gibt es immer öfter Verbindungen zwischen dem Straßenbahnnetz und dem Réseau ferré de France, diese werden als Tram-Train bezeichnet.
Die Métro Paris ist das wichtigste und längste Métronetz Frankreichs. Von 1900 bis 1974 war sie die einzige Métro Frankreichs, im selben Jahr wurde die Métro Lyon eröffnet, drei Jahre später die Métro Marseille. Die neuen Netze werden oft von Véhicule automatique léger befahren, die automatisch verkehren.

## Eisenbahnverkehrsunternehmen

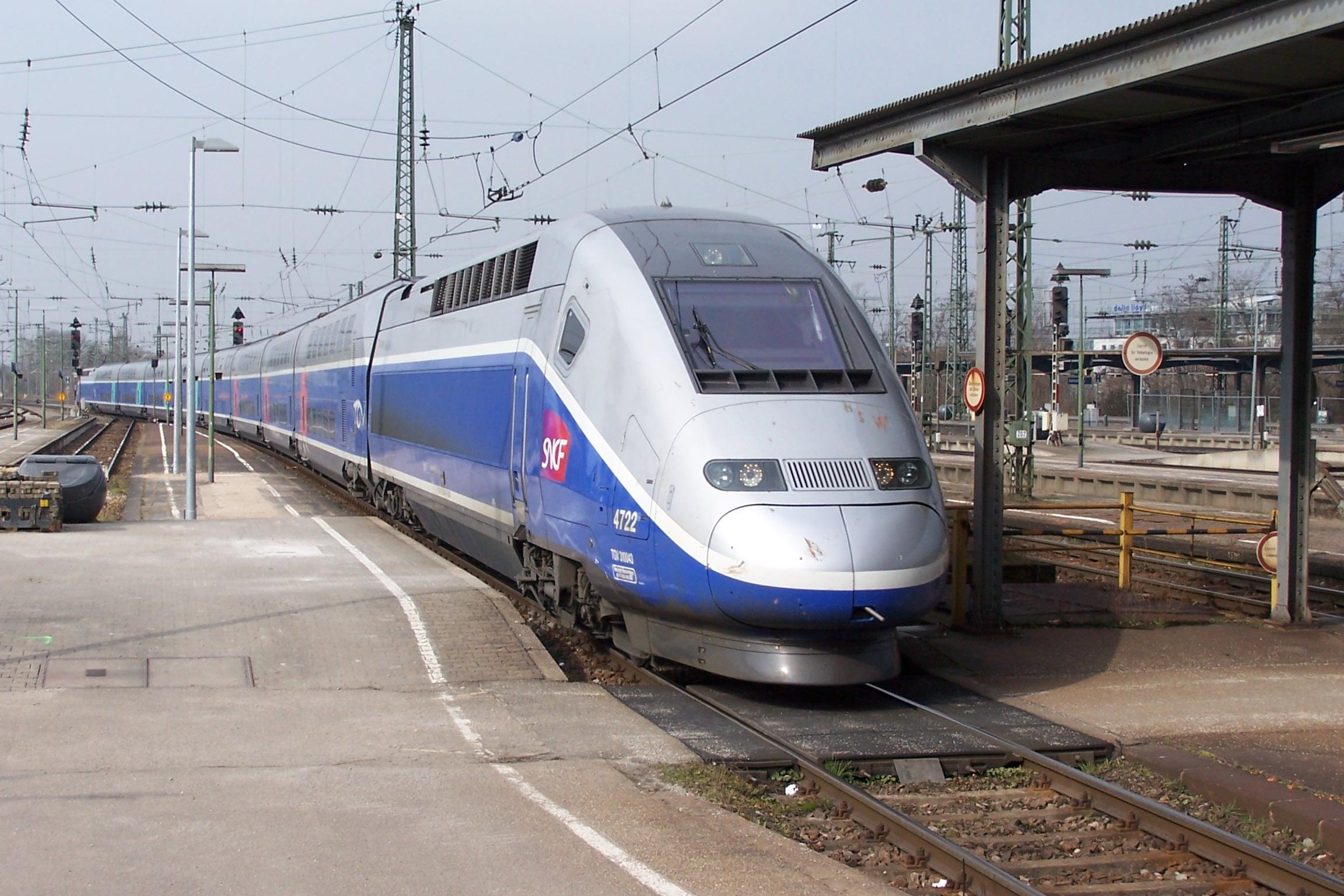
Ein TGV-Duplex der SNCF in Karlsruhe

Im Güterverkehr, Personenfernverkehr sowie seit 2023 auch im Schienenpersonennahverkehr stehen Eisenbahnverkehrsunternehmen in Frankreich im Wettbewerb zueinander. Davor hatte SNCF weitgehend eine Monopolstellung und der Personenverkehr (TGV, TER) wurde bis 2011 komplett durch die SNCF betrieben. Im Personenverkehr wurde ab 2010 der grenzüberschreitende Verkehr liberalisiert. Als erstes Unternehmen nutzte Thello dies und betrieb ab Dezember 2011 Nachtzüge von Paris nach Venedig und ab Dezember 2014 auch Tagverbindungen von Marseille über Nizza nach Mailand. Beide wurden 2020 in Folge der Corona-Maßnahmen eingestellt.
Ende 2021 startete die Trenitalia France mit Hochgeschwindigkeitszügen eine Linie von Paris über Lyon nach Mailand. Da die innerfranzösische Beförderung erlaubt wurde, betreibt das Unternehmen die Verbindung Paris–Lyon mit seinen Zügen im Wettbewerb mit dem TGV.
Die Regionen dürfen seit Dezember 2019 die TER-Leistungen ausschreiben, seit 2023 müssen sie dies tun. Transdev Rail betreibt seit Ende Juni 2025 als erstes Eisenbahnverkehrsunternehmen neben der SNCF eine TER-Verbindung auf einer Hauptstrecke, zwischen Marseille und Nizza.
Das nach genossenschaftlichen Grundsätzen organisierte Unternehmen Railcoop plante direkte Züge Bordeaux–Lyon mit Dieseltriebwagen. Die Betriebsaufnahme war ursprünglich für Dezember 2022 vorgesehen. Im April 2024 wurde das Unternehmen aufgrund von Lidquiditätsengpässen durch anhaltende organisatorische Probleme jedoch liquidiert.
Im Güterverkehr ist Fret SNCF mit 52 % Anteil Marktführer (Stand 2020; nach Transportleistung). Es folgen andere Eisenbahnverkehrsunternehmen wie zum Beispiel DB Cargo France (13 %), Captrain France (11 %) und Lineas France (4 %).

## Geschichte
Die erste Eisenbahnstrecke wurde als, 21 km lange, Pferdebahn am 30. Juni 1827 eröffnet und verband Saint-Étienne mit Andrézieux. Im Jahr 1831 fuhr zum ersten Mal eine Dampflokomotive in Frankreich zwischen Lyon und Saint-Étienne, dieselbe Strecke diente zum ersten Mal auch dem öffentlichen Reiseverkehr. Ab dem Jahr 1842 wuchs das Streckennetz beträchtlich. 1914 hatte das Netz schon eine Ausdehnung von 40.000 km erreicht, die maximale Länge betrug 60.000 km. Die ursprünglich vielen kleinen Gesellschaften schlossen sich zu einigen wenigen, „Großen Gesellschaften“ zusammen: (Est, État, Nord, PLM, P.O.). Diese wiederum wurden am 1. Januar 1938 zur Société nationale des chemins de fer français (SNCF) verstaatlicht.

## Personenverkehr
Bis zum Jahr 2010 gab es keinen landesweiten Taktfahrplan. Die Züge fuhren hauptsächlich während der Hauptverkehrszeit, tagsüber fuhren nur wenige Züge. Das Angebot war der Nachfrage angepasst worden, deshalb war der Betrieb der TGV wirtschaftlich. Seit 2010 wurde von der SNCF und dem damaligen Netzbetreiber Réseau ferré de France (RFF) die Initiative ergriffen, einen Taktfahrplan einzurichten. Dieser war seit 2007 für den Regionalverkehr (TER) der Region Rhône-Alpes realisiert worden. Dies wird seitdem auf das ganze Netz ausgedehnt. 2012 werden 20 % der Züge im Takt fahren, gegen 8 % im Jahr 2011.
Die Fahrpreise sind für Fernzüge sehr unterschiedlich, abhängig vom Datum und von der Uhrzeit, an der die Reise stattfinden soll, und dem Kaufzeitpunkt. Dies heißt zum Beispiel, dass am frühen Nachmittag eine Reise von Paris nach Straßburg deutlich billiger ist, als am Vormittag. Dies soll eine bessere Auslastung der Züge bewirken. Seit dem 2. April 2013 betreibt die SNCF den Low-Cost-TGV „Ouigo“ mit Fahrkartenpreisen ab 10 Euro für Erwachsene und 5 Euro für Kinder unter zwölf Jahren. Er verbindet den Bahnhof Marne-la-Vallée - Chessy östlich von Paris über Lyon mit Südfrankreich. Endpunkte sind die TGV-Bahnhöfe in Marseille und Montpellier.

## Güterverkehr
Der französische Schienengüterverkehr hat eine Transportleistung von jährlich 33 Milliarden Tonnenkilometern und hat damit einen Anteil am Modal Split von ungefähr einem Zehntel.
Das größte Eisenbahnverkehrsunternehmen ist Fret SNCF mit einem Marktanteil von ungefähr 50 %. Weitere Bahngesellschaften mit über 10 % Marktanteil sind DB Cargo France und Captrain France.

## Industrie

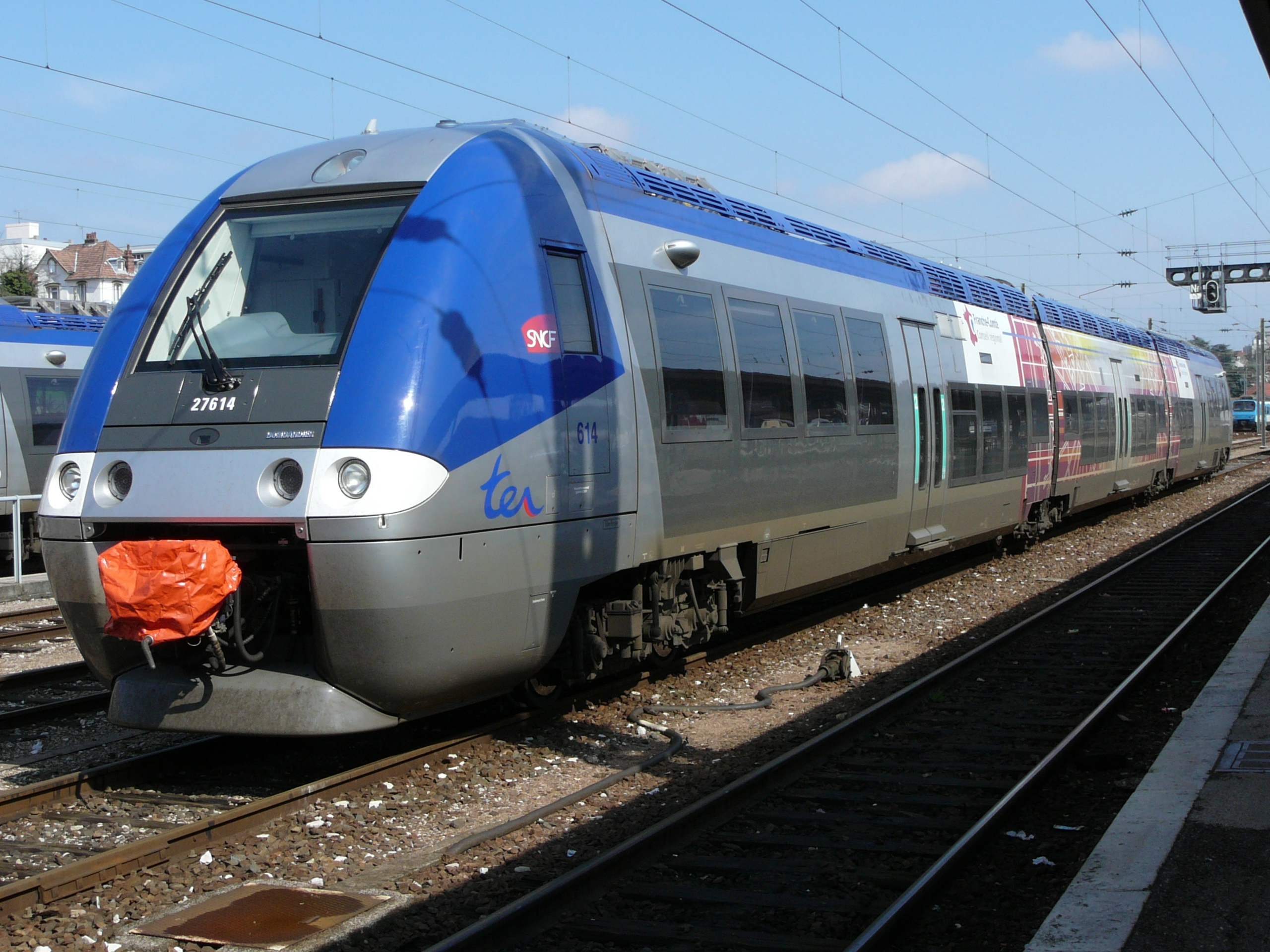
Von Bombardier gefertigter Regionalzug des Typs SNCF Z 27500

Im Jahr 2006 hat die Eisenbahnindustrie einen Umsatz von 3,3 Milliarden Euro gemacht.
Die zwei wichtigsten Schienenfahrzeughersteller in Frankreich waren Alstom und Bombardier Transportation. Bombardier wurde im Januar 2021 vom Konkurrenten Alstom übernommen. Weitere Unternehmen der Bahnindustrie sind Vossloh Cogifer, Faiveley Transport und Hitachi Rail STS France.

## Fahrzeuge
Die SNCF bezeichnet ihre Lokomotiven nach Achsfolge sowie einer laufenden Seriennummer. Diese wird für jede Baureihe mit einer neuen 100er- oder 1000er-Stelle angefangen.